# Alana Smith
Alana Smith (* 9. November 1999) ist eine US-amerikanische Tennisspielerin.

## Karriere
Smith begann mit zehn Jahren das Tennisspielen und bevorzugt Rasenplätze. Sie spielt vorrangig Turniere der ITF Women’s World Tennis Tour, bei denen sie bislang 14 Titel im Doppel gewinnen konnte.
Ihr Debüt auf der WTA Tour feierte Smith, als sie eine Wildcard für das Doppel der Citi Open 2018 erhielt. Sie unterlag mit ihrer Partnerin Natasha Subhash aber bereits in der ersten Runde. Für die Citi Open 2019 erhielt sie abermals eine Wildcard, diesmal mit Partnerin Cameron Morra. Die beiden unterlagen aber ebenso in der ersten Runde.

## Turniersiege

### Doppel
| Nr. | Datum              | Turnier    | Kategorie | Belag        | Partnerin         | Finalgegnerinnen                      | Ergebnis          |
| --- | ------------------ | ---------- | --------- | ------------ | ----------------- | ------------------------------------- | ----------------- |
| 1.  | 10. Juli 2021      | Monastir   | ITF W15   | Hartplatz    | Dalayna Hewitt    | Emilie Lindh Valentina Ryser          | 6:4, 6:3          |
| 2.  | 17. Juli 2021      | Monastir   | ITF W15   | Hartplatz    | Dalayna Hewitt    | Ayumi Koshiishi Michika Ozeki         | 6:4, 6:2          |
| 3.  | 11. Juni 2023      | Madrid     | ITF W25   | Hartplatz    | Dalayna Hewitt    | Li Zongyu Vasanti Shinde              | 4:6, 6:2, [10:6]  |
| 4.  | 15. Juli 2023      | Saskatoon  | ITF W60   | Hartplatz    | Abigail Rencheli  | Stacey Fung Karman Thandi             | 4:6, 6:4, [10:7]  |
| 5.  | 1. Oktober 2023    | Templeton  | ITF W60   | Hartplatz    | McCartney Kessler | Jessie Aney Jaeda Daniel              | 7:5, 6:4          |
| 6.  | 14. Oktober 2023   | Florence   | ITF W25   | Hartplatz    | Abigail Rencheli  | Ayana Akli Nicole Khirin              | 3:6, 7:68, [10:6] |
| 7.  | 2. März 2024       | Spring     | ITF W35   | Hartplatz    | Whitney Osuigwe   | Malkia Ngounoue Thaisa Grana Pedretti | 6:4, 6:4          |
| 8.  | 7. Juli 2024       | Getxo      | ITF W35   | Sand (Halle) | Anna Rogers       | Martha Matoula Seone Mendez           | 6:0, 7:67         |
| 9.  | 3. August 2024     | Lexington  | ITF W75   | Hartplatz    | Whitney Osuigwe   | Carmen Corley Ivana Corley            | 7:65, 6:3         |
| 10. | 21. September 2024 | San Rafael | ITF W35   | Hartplatz    | Robin Anderson    | Makenna Jones Jamie Loeb              | 7:5, 6:2          |
| 11. | 7. Dezember 2024   | Tampa      | ITF W50   | Sand         | Makenna Jones     | Lexington Reed Mia Yamakita           | 7:5, 6:1          |
| 12. | 4. Januar 2025     | Nonthaburi | ITF W75   | Hartplatz    | Maria Mateas      | Cho I-hsuan Cho Yi-tsen               | 6:1, 6:3          |
| 13. | 1. März 2025       | Arcadia    | ITF W35   | Hartplatz    | Victoria Osuigwe  | Aldila Sutjiadi Janice Tjen           | 6:3, 6:4          |
| 14. | 10. Mai 2025       | Boca Raton | ITF W35   | Sand         | Fiona Crawley     | Kayla Day Allura Zamarripa            | 6:4, 6:2          |